# 2008年深圳警民冲突
2008年深圳警民冲突是2008年11月7日发生在中国广东深圳的一次警民冲突。事件起因于警察采用不正当手段执法检查导致当事人死亡，引发当事人亲友和群众不满，在深圳市寶安區石岩街道交警中队爆发的严重警民冲突。

## 起因
李国超，男，31岁，拥有有效驾驶证件。11月7日上午，在宝安区石岩街道办事处执行打击摩托车非法运营专项行动中，李国超没有停车接受检查，工作人员赖某将手中的对讲机扔向李国超，导致李国超撞上电线杆，送院后不治身亡。

## 骚乱
死者家属在事件发生后情绪激动，7日中午，死者家属召集约30人来到深圳市石岩区交警中队，要求警方交出事件相关人员。随后，家属抬出死者尸体表示抗议，并冲入大院内打砸物品、燃放鞭炮等。至下午5时许，围观人群已经达2000余众。后来甚至有人掀翻并点燃警车。

## 平息
11月8日凌晨，深圳市以及石岩区负责人现场处理调解，事件得以平息。围观群众也于凌晨2时左右散去。